# Jacques Villeneuve
Jacques Villeneuve (kiejtés: [ʒak vilnœv], teljes nevén Jacques Joseph Charles Villeneuve; St-Jean-sur-Richelieu, Québec, Kanada, 1971. április 9. –) francia származású kanadai autóversenyző, 1995-ben az Indianapolisi 500 győztese és az IndyCar bajnoka, 1997-ben Formula–1-es világbajnok. Apja a szintén autóversenyző Gilles Villeneuve, kinek nevét ma is a montréali versenypálya viseli. A Villeneuve Racing Team alapítója.

## Pályafutása

### A Formula–1 előtt
1989 és 1991 között az olasz, majd 1992-ben a japán Formula–3-as bajnokságban versenyzett. A következő évben került át Észak-Amerikába az Atlantic sorozatba, ahol öt győzelmet aratott. Innen egyenes út vezetett az IndyCarba, ahol első évében egy győzelmével megkapta az év újonca címet. 1995-ben négy futamelsőséggel (köztük az indianapolisi 500 mérföldessel) megnyerte a bajnokságot 172 ponttal (második helyezett Al Unser Jr. 161 ponttal). Még ebben az évben meghívást kapott a Williams Formula–1-es csapattól egy silverstone-i tesztelésre. A biztató szereplés jutalmaként kétéves szerződést kötött a brit istállóval.

### A Formula–1-ben

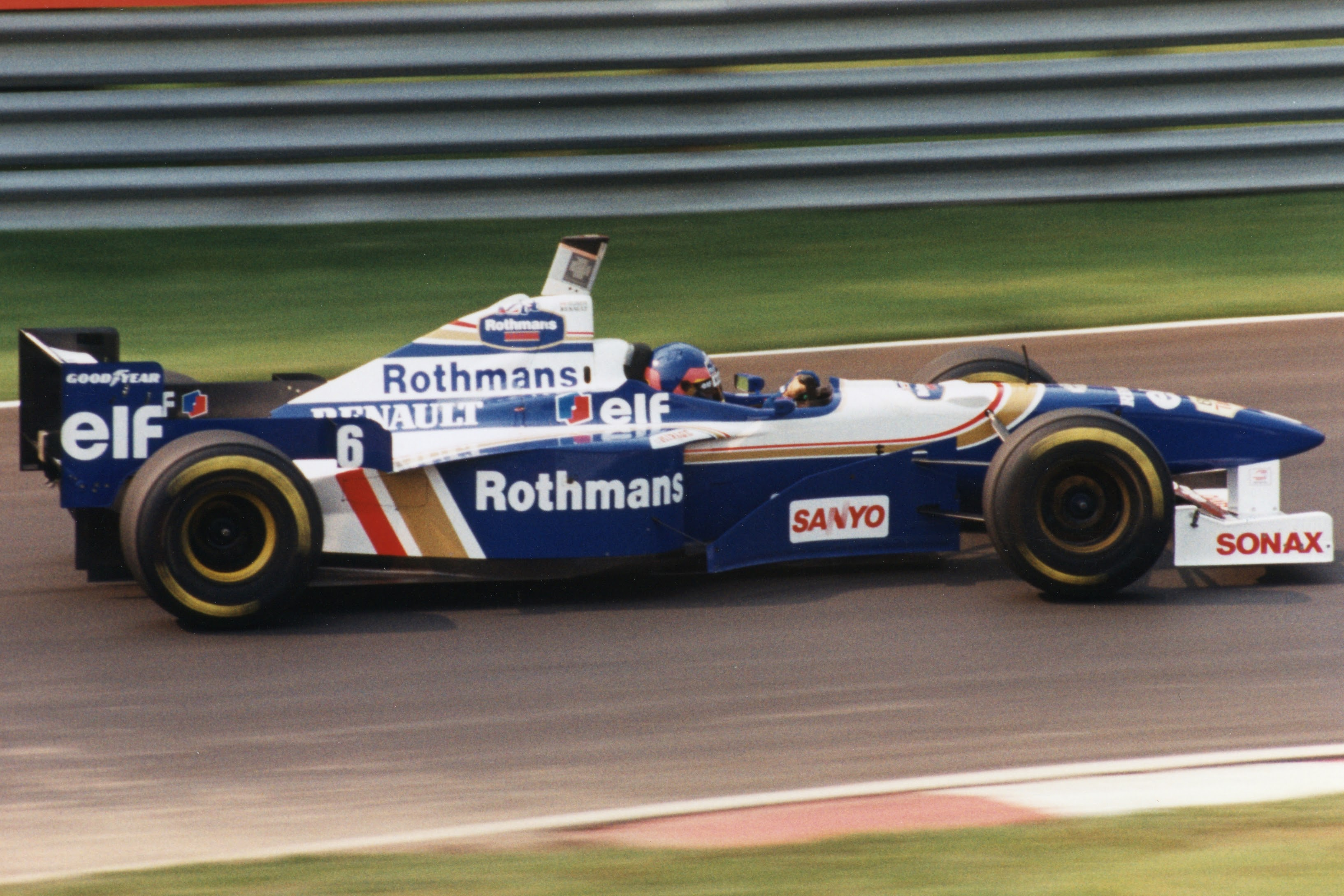
Villeneuve 1996-ban a Williamsnél

Villeneuve Formula–1-es pályafutása a korai évek hihetetlen sikerei és a későbbi évek halmozódó kudarcai miatt sokak által vitatott, ámde az igazán nagy szakértők szerint a korszaka egyik legnagyobb versenyzőjét láthattuk az 1997-es világbajnok alakjában - csak egy rossz döntés okozta a sötét második éráját.
Élete első Formula–1-es versenyét Melbourne-ben pole-pozícióból kezdhette és kis híján meg is nyerte, csak az utolsó körök motorproblémája vetette vissza a második helyre. Az évad során négy győzelmet szerzett és összesített második helyen fejezte be a bajnokságot csapattársa, Damon Hill mögött. Az év újonca.
Év végén a csapattól távozó Hillt a német Frentzen váltotta fel, Villeneuve első pilótává válhatott 1997-ben. A világbajnokságot szoros küzdelemben nyerte Michael Schumacherrel szemben, autója messze kiemelkedett a mezőnyből,viszont új csapattársával Frentzennel való rivalizálás sok pontot vett el tőle. Ausztráliában az első két helyről rajtolva máris összeütköztek. Brazíliában győzedelmeskedett, majd Imolában pont nélkül ért célba,a futamot csapattársa nyerte. A magyar nagydíjon a pole-ból lerajtolta korábbi csapattársa Hill, aki egészen a verseny végéig vezetett, az utolsó erőnek számító Arrows-sal, amíg az utolsó lkörben motorproblémák nem léptek fel. Villenevue nyert. A Nürburgringen megörökölte a győzelmet az elfüstölő motorú Häiknentől. Ausztriában nyert. Japánban a pole-ból indult,de feltartásba keveredett. A futamról diszkvalifikálták, viszont a Williams óvásának köszönhetően indulhatott a futamon, ahol ötödik lett. Ezek után a csapat visszavonta az óvást, a pilótát pedig kizárták. Jerezben az időmérőn Villeneuve, Schumacher és Frentzen ezredere azonos kört futottak. A rajtnál Shumacher megelőzte Villeneuve-öt. A boxkiállások után a német előnye tetemesen fogyott,majd a 40. körben, a Dry Stacks kanyarban ütköztek.aki a jerezi európai nagydíjon egy vitatható manőverrel ütközött vele és kicsúszott.
1998-ban csapata gyengélkedése folytán csak kétszer állhatott dobogóra, Hockenheimben és a Hungaroringen.
Pénzügyi természetű viták miatt 1998 végén távozott Frank Williams csapatától, majd barátjával és menedzserével, Craig Pollockkal új istállót alapított British American Racing néven. Első évükben sem neki, sem csapattársának, Ricardo Zontának nem sikerült pontot szerezniük. Ezután sikeresebb évek következtek, két dobogós helyezés is összejött 2001-ben, Barcelonában és Hockenheimben, bár az eredmények még így is várakozáson aluliak maradtak. 2001-ben Ausztráliában nagyon lehangolódott, amikor Ralf Schumacherrel ütközött és az autója hátsó része elsodort egy pályabírót, aki a mentőautóban életét vesztette. A csapatfőnöki székbe 2002 elején érkező David Richards reformjai során az év végére ismét anyagi viták kerekedtek Villeneuve és főnöke között. Villeneuve a csapattól még az évad vége előtt távozott, amikor bejelentették, hogy 2004-re a Honda által protezsált Takuma Szatót szerződtették helyére.

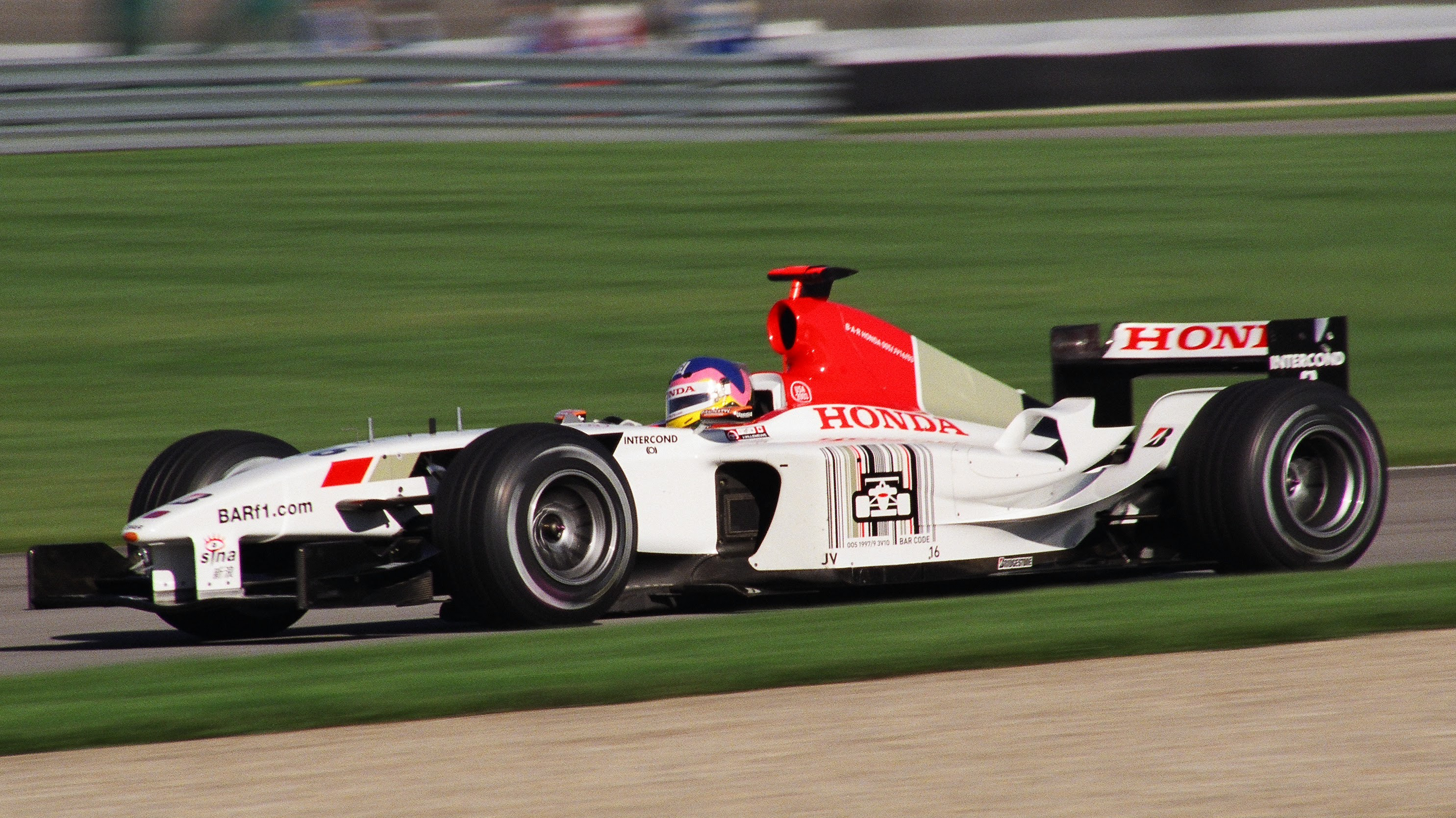
Villeneuve a 2003-as amerikai nagydíjon a BAR-ral

Erre az évre más csapatnál sem akadt számára versenyzői ülés, így pihenőre kényszerült. Nyár végén egy héten belül leszerződött a Renault csapathoz az utolsó három nagydíjra és kétéves szerződést kötött a Sauber-Petronasszal. Ám a kihagyott időszak és a francia csapat autójának szokatlan felépítése miatt nem sikerült pontot szereznie, csalódást keltett mind az istállóban, mind a szurkolókban.
2005 első felében tovább folytatódott a botladozása, csapattársa, Felipe Massa is gyorsabbnak bizonyult nála. Miután szabad kezet kapott az autó beállításánál, javult a helyzete, meggyőzőbb eredmények születtek. Közben a BMW felvásárolta a svájci istállót, így kétessé vált a szerződés második évének letöltése, de végül mégis a BMW Sauber színeiben állt a bahreini rajtrácsra 2006 tavaszán. A 2006-os évben a versenyzés nem sikerült nagyon fényesre, végül is egészségi problémákra hivatkozva a BMW a magyar nagydíj előtt felbontotta vele a szerződést, helyére Robert Kubica került.

### Zenei karrier
2006-ban Villeneuve popzenei pályafutást kezdett Accepterais-tu? című dala kanadai piacra dobásával. A francia nyelvű rock dalt és klippet hamarosan egy egész album követte.

### Magánélet
Jacques Villeneuve 2006. május 29-én vette feleségül Johanna Martinezt Chateau d'Aigle-ben, Svájcban. Két kisfiuk született, Jules és Joakim. 2009 júliusában elváltak.

### Becenevek
Jacques Villeneuve barátai által is használt beceneve „Newtown” (Új város) – ami a Villeneuve név angol fordítása. Newtownnak hívják Villeneuve montreali vendéglőjét is.

## Eredményei
- 1990 – Olasz Formula 3 bajnokság – 0 győzelem, 10 pont (összesített 14.)
- 1991 – Olasz Formula 3 bajnokság – 0 győzelem, 20 pont (összesített 6.)
- 1992 – Japán Formula 3 bajnokság – 3 győzelem (összesített 2.)
- 1993 – Formula Atlantic bajnokság – 5 győzelem
- 1994 – Indy Car bajnokság – 1 győzelem (összesített 6.; az év újonca)
- 1995 – Indy Car bajnokság – 4 győzelem, 172 pont (bajnok; Indy 500-as győzelem)
- 1996 – Williams-Renault – 4 győzelem, 78 pont (összesített 2.; az év újonca)
- 1997 – Williams-Renault – 7 győzelem, 81 pont (világbajnok)
- 1998 – Williams-Mecachrome – 0 győzelem, 21 pont (összesített 5.)
- 1999 – BAR-Supertec – 0 győzelem, 0 pont (helyezés nélkül)
- 2000 – BAR-Honda – 0 győzelem, 17 pont (összesített 7.)
- 2001 – BAR-Honda – 0 győzelem, 12 pont (összesített 8.)
- 2002 – BAR-Honda – 0 győzelem, 4 pont (összesített 12.)
- 2003 – BAR-Honda – 0 győzelem, 6 pont (összesített 16.)
- 2004 – Renault – 0 győzelem, 0 pont (helyezés nélkül)
- 2005 – Sauber-Petronas – 0 győzelem, 9 pont (összesített 14.)
- 2008 - Le Mans-i 24 órás autóverseny, 2. hely

## Teljes Formula–1-es eredménysorozata
(Táblázat értelmezése)

(Félkövér: pole-pozícióból indult; dőlt: leggyorsabb kört futott) 

| Év   | Csapat     | 1      | 2      | 3      | 4      | 5      | 6      | 7      | 8      | 9      | 10     | 11     | 12     | 13     | 14     | 15     | 16      | 17     | 18     | 19     | Helyezés | Pont |
| ---- | ---------- | ------ | ------ | ------ | ------ | ------ | ------ | ------ | ------ | ------ | ------ | ------ | ------ | ------ | ------ | ------ | ------- | ------ | ------ | ------ | -------- | ---- |
| 1996 | Williams   | AUS 2  | BRA Ki | ARG 2  | EUR 1  | SMR 11 | MON Ki | ESP 3  | CAN 2  | FRA 2  | GBR 1  | GER 3  | HUN 1  | BEL 2  | ITA 7  | POR 1  | JPN Ki  |        |        |        | 2.       | 78   |
| 1997 | Williams   | AUS Ki | BRA 1  | ARG 1  | SMR Ki | MON Ki | ESP 1  | CAN Ki | FRA 4  | GBR 1  | GER Ki | HUN 1  | BEL 5  | ITA 5  | AUT 1  | LUX 1  | JPN Kiz | EUR 3  |        |        | 1.       | 81   |
| 1998 | Williams   | AUS 5  | BRA 7  | ARG Ki | SMR 4  | ESP 6  | MON 5  | CAN 10 | FRA 4  | GBR 7  | AUT 6  | GER 3  | HUN 3  | BEL Ki | ITA Ki | LUX 8  | JPN 6   |        |        |        | 5.       | 21   |
| 1999 | BAR        | AUS Ki | BRA Ki | SMR Ki | MON Ki | ESP Ki | CAN Ki | FRA Ki | GBR Ki | AUT Ki | GER Ki | HUN Ki | BEL 15 | ITA 8  | EUR 10 | MAL Ki | JPN 9   |        |        |        | 21.      | 0    |
| 2000 | BAR        | AUS 4  | BRA Ki | SMR 5  | GBR 16 | ESP Ki | EUR Ki | MON 7  | CAN 15 | FRA 4  | AUT 4  | GER 8  | HUN 12 | BEL 7  | ITA Ki | USA 4  | JPN 6   | MAL 5  |        |        | 7.       | 17   |
| 2001 | BAR        | AUS Ki | MAL Ki | BRA 7  | SMR Ki | ESP 3  | AUT 8  | MON 4  | CAN Ki | EUR 9  | FRA Ki | GBR 8  | GER 3  | HUN 9  | BEL 8  | ITA 6  | USA Ki  | JPN 10 |        |        | 7.       | 12   |
| 2002 | BAR        | AUS Ki | MAL 8  | BRA 10 | SMR 7  | ESP 7  | AUT 10 | MON Ki | CAN Ki | EUR 12 | GBR 4  | FRA Ki | GER Ki | HUN Ki | BEL 8  | ITA 9  | USA 6   | JPN Ki |        |        | 12.      | 4    |
| 2003 | BAR        | AUS 9  | MAL Ni | BRA 6  | SMR Ki | ESP Ki | AUT 12 | MON Ki | CAN Ki | EUR Ki | FRA 9  | GBR 10 | GER 9  | HUN Ki | ITA 6  | USA Ki | JPN     |        |        |        | 16.      | 6    |
| 2004 | Renault    | AUS    | MAL    | BHR    | SMR    | ESP    | MON    | EUR    | CAN    | USA    | FRA    | GBR    | GER    | HUN    | BEL    | ITA    | CHN 11  | JPN 10 | BRA 10 |        | 22.      | 0    |
| 2005 | Sauber     | AUS 13 | MAL Ki | BHR 11 | SMR 4  | ESP Ki | MON 11 | EUR 13 | CAN 9  | USA Ni | FRA 8  | GBR 14 | GER 15 | HUN Ki | TUR 11 | ITA 11 | BEL 6   | BRA 12 | JPN 12 | CHN 10 | 14.      | 9    |
| 2006 | BMW Sauber | BHR Ki | MAL 7  | AUS 6  | SMR 12 | EUR 8  | ESP 12 | MON 14 | GBR 8  | CAN Ki | USA Ki | FRA 11 | GER Ki | HUN    | TUR    | ITA    | CHN     | JPN    | BRA    |        | 15.      | 7    |